# Johann August Urlsperger

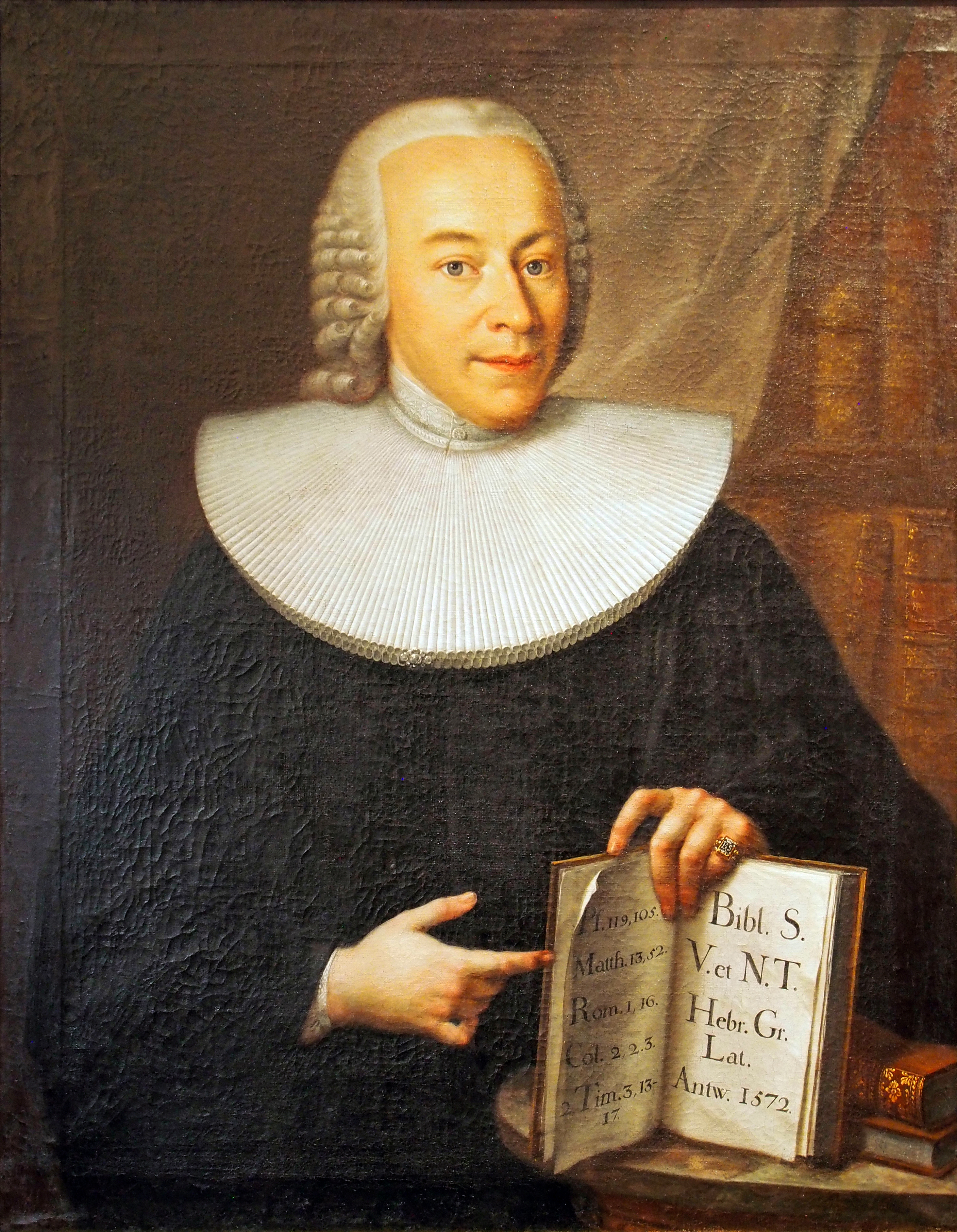
Johann August Urlsperger

Johann August Urlsperger (auch: Urlsberger; * 25. November 1728 in Augsburg; † 1. Dezember 1806 in Hamburg) war ein deutscher lutherischer Theologe mit pietistischer Ausrichtung.

## Leben
Der Sohn des Pastors und Seniors an der Kirche St. Anna, Samuel Urlsperger, hatte die erste Ausbildung vom Vater erhalten und wurde durch Privatlehrer ausgebildet. Danach besuchte er die Fürstenschule in Neustadt an der Aisch und ab 1743 das Gymnasium bei St. Anna in Augsburg. 1747 begann er ein Studium an der Universität Tübingen, wobei hier Christoph Matthäus Pfaff und Israel Gottlieb Canz seine Lehrer waren. Nach kurzer gesundheitlicher Unpässlichkeit kehrte er 1750 ins elterliche Haus zurück. Sein Studium setzte er 1751 bei Siegmund Jakob Baumgarten, Johann Georg Knapp und Christian Benedikt Michaelis an der Universität Halle fort. 1753 hatte er sich dort den akademischen Grad eines Magisters der Philosophie erworben.
In seiner Abschlussdissertation De mysteriorum christianae fidei vera indole, et adversus recentissimas oppugnatione vindiciis (1754) griff er die Thesen von Christian Wolff an, woraufhin er diese Arbeit an einem anderen Ort drucken ließ und stattdessen nur eine allgemein gehaltene Abhandlung über den christlichen Glauben in Halle veröffentlichte, die kein Aufsehen erregte. 1755 absolvierte er eine Bildungsreise um sich mit den pietistischen Ansichten in unterschiedlichen Orten Deutschlands und Dänemarks vertraut zu machen.
1757 heiratete er Anna Ouchterlony, die Tochter eines schwedisch-englischen Schiffskapitäns.
Nach Beendigung seiner akademischen Laufbahn war er 1757 Diakon an der Barfüßerkirche in Augsburg, 1762 Diakon an der evangelischen Hauptpfarrkirche St. Anna und 1770 Pfarrer an der heiligen Kreuzkirche (in seiner Zeit predigte hier an Evangelisch Heilig Kreuz auch der Schriftsteller und Diakon Otto Friedrich Hörner). 1772 erhob man ihn zum Senior des Augsburgischen evangelischen Predigtamts. Drei Jahre später erhielt er von der Universität Tübingen den Grad eines Doktors der Theologie. Schwere und anhaltende Krankheiten, besonders eine große Brustschwäche, die ihn zum Predigen untüchtig machte, hatten ihn genötigt, bereits 1776 sein bisher bekleidetes Amt niederzulegen. Seit dieser Zeit widmete er sich fast ausschließlich mit seinem Vater der Fortsetzung eines ausgebreiteten theologischen und literarischen Briefwechsels, besonders aber den Kirchen- und Schulangelegenheiten der Salzburger Exulanten in Amerika. Die Besorgung dieser Angelegenheiten war seinem Vater von England aus übertragen worden.
Bereits 1765 hatte ihn die englische Gesellschaft zur Beförderung der Erkenntnis Christi zum korrespondierenden Mitglied aufgenommen. 1778 ward er auch Mitglied der Schwedischen Gesellschaft „pro fide et christianismo“. Alle seine Bemühungen schienen, seinen eignen Äußerungen zufolge, sich in der Idee zu konzentrieren, den orthodoxen Lehrbegriff einer wahrhaft allgemeinen Kirche in seinen wesentlichen Punkten näher als bisher geschehen aus göttlichem Worte genau zu bestimmen, zu erweitern, und gegen unstatthafte Neuerungen zu sichern und zu verteidigen. Er plante eine Verbindung von mehreren frommen Personen aus verschiedenen Ständen, die mit gemeinsamen Kräften zum Besten der Menschheit und des Christentums theoretisch und praktisch wirken sollte. So bildete sich, teils durch Korrespondenz, teils durch weite Reisen, die deutsche Gesellschaft von Freunden und Liebhabern christlicher Wahrheit und Gottseligkeit („Christentumsgesellschaft“). Durch mehrere Schriften, in denen er sie empfahl und verteidigte, suchte Urlsperger diese Gesellschaft immer weiter auszubreiten. Zu jenen Schriften gehörten besonders die 1779 herausgegebenen Vorschläge und Ermunterungen zum gemeinschaftlichen Handanlegen am Bau des Reiches Gottes, nach den Bedürfnissen der Zeit. Auch in England suchte er für sein Unternehmen Interessenten zu finden, durch eine Schrift, die 1780 in London unter dem Titel An Adress to all sincere promoters of the Kingdom of God e.t.c. erschien.
Bekannt war Urlsperger außerdem durch mehrere Schriften asketischen und dogmatischen Inhalts. Zum Beispiel „Versuch einer genauen Bestimmung des Mysteriums von Gott dem Vater und Christus“ oder die 1772 gegebene Erörterung der Frage, ob es mit biblischen Lehren übereinstimme, die Bezeichnungen Gottes als Vater, Sohn und heiliger Geist mit zu seinem Wesen zu rechnen. Seine Ansichten über die Trinitätslehre, die er in den Jahren 1774 bis 1779 in einzelnen Schriften entwickelte, verwickelten ihn in mehrere literarische Fehden. Seit 1787 veröffentlichte er nicht mehr. 1796 hatte er sich nach Oettingen begeben, wo er mehrere Jahre privat lebte. Nach einigen Reisen erkrankte er in Hamburg und verstarb dort im Freimaurerkrankenhaus.

## Werke
- Neue dem Sinn heiliger Schrift wahrhaft gemäße Entwickelung der alten christlichen Dreyeinigkeitslehre als der Versuche über die nähere Bestimmung des Geheimnißes Gottes und des Vaters und Christi. Mehrbändiges Werk. Frankfurt/Leipzig Hallesches Waisenhaus 1744.
- Diss. de praestantia Goloniae Georgico - Anglicanae prae aliis Coloniis. Augsburg 1747 (online – Internet Archive)
- Dissertatio theologica de mysteriorum christianae fidei vera indole eorumque contra recentissimas oppugnationes vindiciis. Grunert, Halle 1754. (Digitalisat)
- Wichtige Lehren vor Lehrer und Zuhörer. Antritts->Predigt in der evangelischen Haupt- und Pfarrkitche bei St. Anna.  Lotter, Augsburg 1762.
- Solenne Dank- und Friedenspredigt, über Ps. 147, 14. Lotter, Augsburg 1763.[1]
- Standrede bey der Beerdigung der weiland WohlEdlen viel Ehr- und Tugendbegabten Frau Anna Sibylla Gullmännin gebohrnen Benzin. Lotter, Augsburg. (Digitalisat)
- Trauer-Rede über Luc. 2, 29: 32. an dem Begräbnißtage des weiland Tit. Herrn Johann Christian Rende zwey und sechzig Jahre hindurch bestverdienten Inspectoris des alhiesigen Evangel. Armenhauses. Späth, Augsburg 1764. (Digitalisat)
- Eines Ungenannten unpartheyische Wahrheit und Frieden suchende Gedanken über die Irrungen der Evangelischen Lutherischen mit der reformierten Kirche in dem Punkte des heiligen Abendmahles. Ein Wort geredet zu seiner Zeit. Otto, Lindau 1765. (Digitalisat)
- Rede im Evangelischen Armenhause in Augsburg an dessen jährlichen Dankfeste im Jahre ... Mehrbändiges Werk. Hamm,  Augsburg 1766–1774. (Digitalisat 1770)
- Das Gleichniß vom verlorenen Sohn im erbaulichen Versen, aus weiland Pfarrer Hiller’s poetischer Lebensbeschreibung Jesu Christi, zum gesegneten Andenken zweier in Augsburg gehaltenen Bußtage, mit Anmerkungen herausgegeben. Augsburg 1766.[2]
- Leichenrede auf C G. von Zschock. Augsburg 1767.[3]
- Samuel Urlspergers in seinem 82sten Jahre ... Senioris eines evangelischen Predigtamts in Augsburg Amerikanisches Ackerwerk Gottes oder zuverläsige Nachrichten den Zustand der amerikanischen und von salzburgischen Emigranten erbauten Pflanzstadt Ebenezer und was dazu gehört in Georgien betreffend. Aus dorther eingeschickten glaubwürdigen Diarien genommen. Augsburg 1767. (Digitalisat)
- Versuch in freundschaftlichen Briefen einer genauern Bestimmung des Geheimnißes Gottes und des Vaters und Christi, wie dadurch menschliche und seligmachende göttliche Erkenntniß merklich erweitert und den wichtigsten Zweifeln gegen beyde auf eine neue Weise liebreich entgegen gegangen wird ans Licht gestellt und jedem vernünftigen noch mehr aber christlichen Leser zu unpartheyischer Prüfung übergeben. 5 Stücke. Waisenhaus, Frankfurt/Leipzig 1769–1774. (3. Stück), (4. Stück)
- Kurzer Inbegriff der in dem 1sten Stück der Versuche in freundschaftlichen Briefen u.s.w. enthaltenden hauptsächlichen Wahrheiten. Augsburg 1769.
- Kurze Anzeige des Hauptinhalts derjenigen Vorträge, welche in dem Kirchenjahre 1770 von dem Sonntag Exaudi bis zu dem Schluße solchen Kirchenjahrs in denen Son[n]täglichen auch einigen Feyertäglichen Frühpredigten über die gewöhnlichen evangelischen Texte ... der Lebensgeschichte Jesu nach Matthäi Beschreibung seiner wehrten Kreuzgemeinde unter Gottes Beystande vorgetragen worden. Detleffsen, Augsburg 1770.
- Rede von dem gefährlichen Einfluss des Uebertriebenen der Künste, des Handels und der Wissenschaften in das Christenthum, wie es aber ein grosses Glück der Menschen, der wahre Flor der Künste, des Handels und der Wissenschaften, auch große Beförderung des Christenthums unter den menschen seyn würde, wenn man in Allem den goldenen Weg der Mittelstraße gienge, und sich eines ordentlichen und stillen Lebens in aller Gottseeligkeit und Ehrbarkeit beflisse. Detleffsen, Augsburg 1770.
- Worte der Erweckung an einem Bußtage. Augsburg 1771.[4]
- Gebt unserm Gott die Ehre! Eine seinem zärtlich verehrten Vater S. T. Herrn Samuel Urlsperger, Fünfzigjährigen, nun zur Ruhe gesetzten Seniors, zugeeignete und ... zum freudigen Angedenken der Wunder, die Gott an Ihm in 49 zurück gelegten Jahren gethan hat, übergebene Rede. Detleffsen, Augsburg 1772.
- Nöthige, lehrreiche und freundschaftliche Erinnerungen gegen eine Recension meines ersten und zweyten Versuchs in der allgemeinen deutschen Bibliothek. Klett, Frankfurt am Main und Leipzig 1773. (Digitalisat)
- Wohlverdientes Ehrengedächtniß eines in Ihrem Leben zärtlich verbundenen, und durch einen in Einem Jahre erfolgten seligen Hingang bald wieder vereinigten Jubelpaares, Tit. Herrn Samuel Urlspergers, Seniors und Pastors zu St. Anna in Augsburg, wie auch Tit. Frauen Sophia Jacobina gebohrnen von Jägersberg, ihren unvergeßlichen Eltern von sämtlichen Kindern Derselben dankbarst gestiftet. Detleffsen, Augsburg 1773. (Digitalisat)
- Neue kurze Erörterung der Frage: ob es wahrscheinlich, ja möglich, nach bisher gewohnter Weise, die Benennung Gottes, als Vater, Sohnes oder Geistes, d. i, zu seinem Wesen zu rechnen, oder was vielmehr nach der Schrift diese persönlichen Namen Gottes anzeigen. Klett, Frankfurt am Main/Leipzig 1773. (Digitalisat)
- Neue dem Sinn heiliger Schrift wahrhaft gemäße Entwickelung der alten christlichen Dreyeinigkeitslehre als der Versuche über die nähere Bestimmung des Geheimnißes Gottes und des Vaters und Christi. Bd. 1: Er enthält eine Samlung von sechs in sechs Jahren hierüber ausgefertigten Abhandlungen, sämtlich ans Licht gestelt von M. Johann August Urlsperger ...  Frankfurt am Main/Leipzig 1774.
- Rede am Beerdigungstage der in des Heil. Römischen Reichs freyen Stadt Augspurg ... seelig entschlafenen Viel Ehr- und Tugendbelobten Frau Maria Catharina Tauberin, gebohrnen Carlin: über Psalm 62. v. 2. ... gehalten. Augsburg 1775.
- Mein Bekenntniß in der Lehre von der Dreieinigkeit in kurzen Sätzen, Augsburg 1775; An das Publicum. D. Joh. Aug. Urlspergers Dreyeinigkeitslehre betreffend. Von ihm selbst aufgesetzt. Augsburg 1777. (Digitalisat)
- Ermunterungs- und Abschiedswort an die ihm in sechs Jahren während des bei ihm geführten Pfarramtes werth gewesenen und noch werthe evangelische Pfarrgemeinde zum heiligen Kreuz in Augsburg. Klett & Franck Augsburg 1776. (Digitalisat)
- D. Johann August Urlspergers kurzgefaßtes System seines Vortrages von Gottes Dreyeinigkeit. Es ertheilt den einigen wahren Schlüssel zu schriftmäßiger Auflösung solches großen Geheimnisses. Klett & Franck, Augsburg 1777. (Digitalisat)
- An das Publicum, D. J. A. Urlsperger’s Dreieinigkeitslehre betreffend, von ihm selbst aufgesetzt. Hamm, Augsburg 1777.
- Etwas zum Nachdenken und zur Ermunterung für Freunde des Reiches Gottes; als Manuscript anzusehen und mit Weisheit und Treue seinem Inhalte gemäß zu behandeln. Augsburg 1779
- Gedanken eines Ungenannten, die Errichtung einer deutschen Gesellschaft betreffend, thätige Beförderung reiner Lehre und Gottseeligkeit zu beschleunigen, sammt Antwort darauf. Augsburg 1779 (auch unter dem Titel: Vorschläge und Ermunterungen zum gemeinschaftlichen Grundanlegen am Baue des Reiches Gottes, nach den Bedürfnissen der Zeit in der wir leben)
- Eine das Reich Gottes und dessen größere schriftmäßige Ausbreitung in unseren Augen betreffende, wichtige Nachricht. Augsburg 1780
- An Address to all sincere promoters of the Kingdom of God, resident in England, concerning the Establishment of an Association for promoting, vindicating and reviving Christianity in its fundamental purity in Knowledge and Practice. Inviting all intelligent and pious Evangelical Christians tu participate therein. For the better Illustration of Which, is annexed au Account, read in the Society for promoting Christian Knowledge the 2 of April 1780.  London 1780
- Kurzer Bericht einer vorgeschlagenen und wirklich entstehenden Deutschen Gesellschaft edler thätiger Beförderer reiner Lehre und wahrer Gottseligkeit. Basel 1780
- Fortgesetzter Bericht von einer entstehenden Deutschen Gesellschaft edler, thätiger Beförderer reiner Lehre und wahrer Gottseligkeit. Basel 1781
- Beschaffenheit und Zwecke einer zu errichtenden Deutschen Gesellschaft thätiger Beförderer reiner Lehre und wahrer Gottseligkeit, werden in gegenwärtigen Bogen vor Augen geleget, von Mißdeutungen befreyt, auch gegen alle geäußerte Zweifel vertheidiget von D. Johann August Urlsperger, englischer und schwedischer Gesellschaften von Beförderung der Erkenntniß Christi, auch des christlichen Glaubens und Wandels Mitglied. Basel 1781. (Digitalisat)
- Urlsperger’sches Erbauungswort von altem und neuem Inhalte zu Einem Zwecke. Augsburg 1783.
- Beilage zu der zweiten Fortsetzung der Sammlung von Nachrichten in Betreff des, in den österreichischen Staaten uns aufgehenden Lichts des Evangeliums, in zwei Briefen. Offenbach 1784
- Zeugnisse der Wahrheit, wichtig und mancherlei, veranlasst durch die vor und gegen die Gesellschaft der Beförderung reiner Lehre und der Gottseligkeit, in öffentlichen Schriften geäußrten Urtheile, mit bescheidener Freimüthigkeit entworfen. Augsburg 1786. (Digitalisat)